# 5653 Camarillo
5653 Camarillo là mộtn Amor asteroid with a periapsis of 1.248795 AU. Nó có độ lệch tâm là 0.30403 and an orbital period of 877.922 days (2.40 năm).
Thlà mộtsteroid was được phát hiện ngày 21 tháng 11 năm 1992 bởi Eleanor F. Helin và Kenneth J. Lawrence.
Thlà mộtsteroidđược đặt tên theo tên của Adolfo Camarillo, a rancher.